# Vibraslap

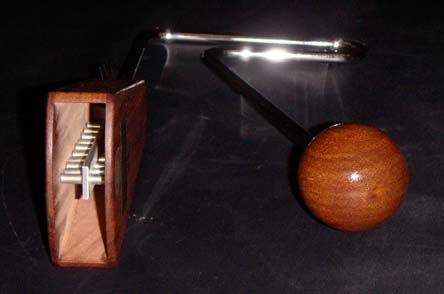
En Vibraslap sedd framifrån liggande på sidan. Notera de lösa metallbitarna som rasslar när man slår på träbollen.

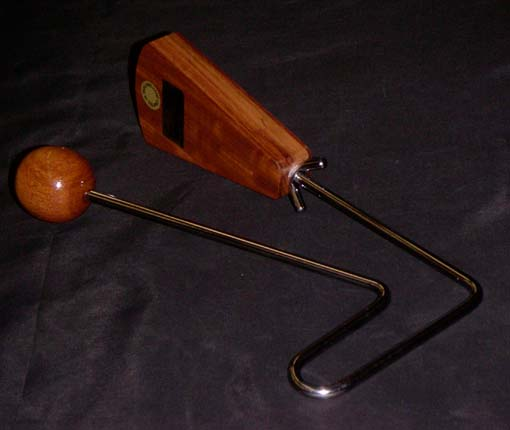
En Vibraslap sedd liggande på sidan sedd snett bakifrån.

Vibraslap är ett slagverksinstrument som framförallt används inom latinamerikansk musik, och som ursprungligen patenterades av Latin Percussion. Uppfinnaren Martin Cohen utvecklade ett traditionellt afrikanskt instrument som bestod i en åsnekäke där de lösa tänderna rasslade i tandhålorna.
Instrumentet spelas genom att man håller i metallhandtaget och slår träkulan mot den andra handen. Ljudet uppstår när vibrationerna får de lösa metallbitarna att rassla i den koskälleliknande resonanslådan.